# Bathythrix pacifica
Bathythrix pacifica är en stekelart som först beskrevs av Joseph Augustine Cushman 1920.  Bathythrix pacifica ingår i släktet Bathythrix och familjen brokparasitsteklar. Inga underarter finns listade.